# Gilbert de Corbeil
Gilbert de Corbeil (c. 1052-14 de agosto de 1087), fue un noble caballero anglonormando, educado en Northumberland. Primer señor de Pershale. Su padre fue Renaud [Regnault] de Pershale (de Corbeil, c. 1035-1071), hijo de Guillermo Werlac y por lo tanto descendiente directo de Ricardo I de Normandía; y de Agnes de Dammartin, una heredera de la alta nobleza del reino de Northumberland.
Debido al peligro de persecución en Normandía, ya que Guillermo el Bastardo asumió de forma trivial y arbitraria como cierto un comentario traidor para arrebatar las tierras y enviar al destierro a su abuelo Guillermo Werlac. Gilbert y su madre regresaron a su tierra natal en Northumberland, donde ella poseía un feudo en Bernicia, el lugar donde Gilbert se convirtió en un hombre. Tenía alrededor de 4 o 5 años al momento del exilio; un exilio que provocó que Gilbert viera muy poco a su padre, quien era soldado y luchaba con el rey Felipe I de Francia. Entre 1075 y 1080, una colonia de nobles de Northumbria y familias normandas aliadas se mudaron a Staffordshire y Shropshire. Las familias y parientes de Gilbert se establecieron en Staffordshire, en las cercanías del Priorato de Stone. Gilbert y Arbella se conocieron allí poco después o durante ese exilio. Gilbert se casó con Arbella, hija de Richard Goz y Emma de Conteville, alrededor de 1076 en Inglaterra. El matrimonio de Gilbert con Arbella no fue aprobado por su familia, lo que significa que, con toda probabilidad, consumó su relación more danico o costumbre del norte. Por lo tanto, un matrimonio poco común por amor y no arreglado por conveniencia. Aparentemente, la pareja regresó a Bernicia, ya que su hijo, Robert, aparece en los registros como educado en Northumberland. Durante la Conquista, Gilbert tenía 14 años.
La vinculación de Gilbert y sus descendientes durante varias generaciones con la nobleza de Northumberland indica claramente que Gilbert se encontraba en Inglaterra antes de la Conquista, donde no solo estaría con sus parientes y a salvo del poder perseguidor de Guillermo, duque de Normandía. Arbella era hermana de Hugo de Avranches, conde de Chester, uno de los nobles normandos más poderosos del séquito de Guillermo, por lo que el enlace fue providencial y esencial para su futuro durante la conquista normanda de Inglaterra.

## Herencia
Fruto de la relación entre Gilbert y Arbella, nació Robert fitzGilbert de Corbeil (c. 1077-1160).